# Histoire Naturelle des Îles Canaries

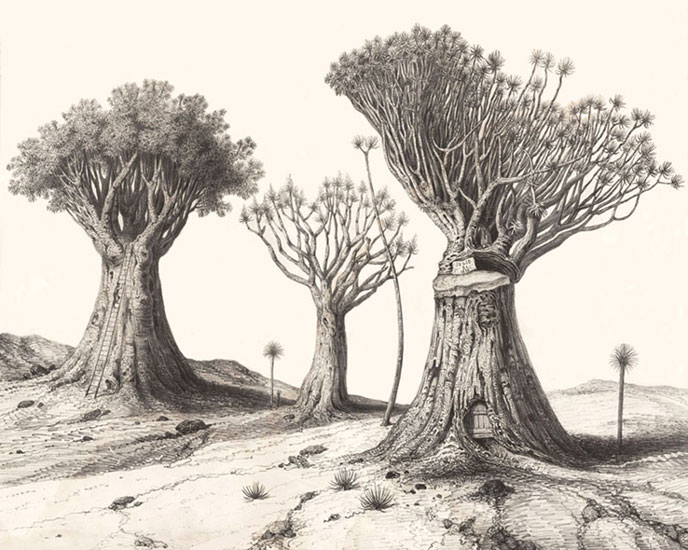
El gran drago de Franchy a La Orotava, a diferents edats, és una altra de les il·lustracions d'aquesta obra

Histoire Naturelle des Îles Canaries, (abreujat Hist. Nat. Îles Canaries), és una obra amb il·lustracions i descripcions botàniques escrita, en col·laboració, per Philip Barker Webb i Sabino Berthelot. Va ser publicada a París en 4 sect. (71 parts), entre els anys 1836 i 1850 i és l'obra més important escrita sobre Canàries al segle xix en l'àmbit de les Ciències Naturals.
Va ser escrita originalment en francès, excepte la major part de la Phytographia Canariensis, redactada en llatí. A més dels dos autors principals, van col·laborar en la seva composició importants científics, que es van encarregar de les parts dedicades a la zoologia i la botànica de les illes.
Aquesta obra inclou més de quatre-centes trenta làmines, entre gravats i litografies realitzades pels dibuixants i gravadors més prestigiosos de l'època (entre ells l'anglès J.J. Williams) i que constitueixen uns dels seus majors atractius, ja que contribueixen al fet que uns textos de ciència de la primera meitat del segle xix segueixin tenint interès, i fins i tot vigència, en àrees com la cartografia, la botànica sistemàtica i la geobotànica, així com en certes branques de la zoologia canària.
La temàtica que abasta aquesta obra és molt àmplia i desborda el que s'entenia tradicionalment per Història Natural -una denominació que ja llavors es començava a substituir per la de Ciències Naturals-, perquè, a més d'abordar els tres regnes de la Naturalesa (és a dir, l'àmbit geològic, la botànica i la zoologia), dedica part de l'obra a la geografia física i botànica, econòmica i humana, i a qüestions d'història i etnografia de les Illes Canàries.
Philip Barker Webb, en un dels seus viatges a l'expedició de Brasil, va planejar fer una breu visita a les Illes Canàries, però aquesta escala s'allargaria finalment per un temps considerable. Durant aquest temps a les illes (entre 1828 i 1830), va recol·lectar espècimens del lloc i va col·laborar amb Sabin Berthelot en l'elaboració d'aquesta obra enciclopèdica, que va portar 20 anys i va comptar amb la col·laboració d'altres especialistes, com Justin Pierre Marie Macquart i Alfred Moquin-Tandon.